# دوري كرة القدم الغربي 1929–30
دوري كرة القدم الغربي 1929–30 (بالإنجليزية: 1929–30 Western Football League)‏ هو موسم من دوري كرة القدم الغربي ‏. فاز فيه يوفل تاون.